# کوالیتی (کالیفرنیا)
کوالیتی (به انگلیسی: Quality) یک منطقهٔ مسکونی در ایالات متحده آمریکا است که در شهرستان کرن، کالیفرنیا واقع شده‌است. کوالیتی ۱۵۵ متر بالاتر از سطح دریا واقع شده‌است.